# M. Celeste Simon
Marie Celeste Simon (* 1954) ist eine US-amerikanische Biologin und Krebsforscherin an der medizinischen Fakultät der University of Pennsylvania. Hier hat sie eine nach Arthur H. Rubenstein benannte Professur in der Abteilung für Zell- und Molekularbiologie inne und ist wissenschaftliche Direktorin des Abramson Family Cancer Research Institute.
Simon erwarb 1977 an der Miami University einen Bachelor und 1980 an der Ohio State University einen Master, jeweils in Mikrobiologie. 1985 erhielt sie an der Rockefeller University einen Ph.D. in Molekularbiologie. Als Postdoktorandin arbeitete sie bei Joseph Nevins an der Rockefeller University und bei Stuart Orkin an der Harvard Medical School. 1992 erhielt Simon eine erste Professur für Molekulargenetik und Zellbiologie an der University of Chicago. 1999 wechselte sie an die University of Pennsylvania. Von 2000 bis 2014 forschte Simon zusätzlich für das Howard Hughes Medical Institute.
Simon und Mitarbeiter erforschen den Stoffwechsel, die Tumorimmunologie, die Metastasierungsneigung und die zellulären Antworten von Krebszellen unter den Bedingungen der Hypoxie. Ihre Arbeiten zu Hypoxie-induzierbaren Faktoren haben wichtige Implikationen für die embryonale Gefäßentwicklung und die Stammzellbiologie.
Simon hat laut Datenbank Scopus einen h-Index von 111, laut Google Scholar einen von 127 (jeweils Stand Juli 2024).

## Auszeichnungen (Auswahl)
- 2014 Mitglied der American Academy of Arts and Sciences[4][7]
- 2018 Mitglied der National Academy of Medicine[8]
- 2021 Mitglied der National Academy of Sciences[9]